# Nepedivka, Kozeatîn
Nepedivka (în ucraineană Непедівка) este localitatea de reședință a comunei Nepedivka din raionul Kozeatîn, regiunea Vinnița, Ucraina.

## Demografie
Componența lingvistică a localității Nepedivka
     Ucraineană (98,74%)
     Rusă (1,05%)
Conform recensământului din 2001, majoritatea populației localității Nepedivka era vorbitoare de ucraineană (98,74%), existând în minoritate și vorbitori de rusă (1,05%).